# 圆明园 (纪录片)

电影海报

《圆明园》是一部记叙圆明园历史的纪录片，导演金铁木，北京科学教育电影制片厂、中国中央电视台、广西电视台攝製，華夏電影發行。1996年开始查阅大量资料并求证专家，筹备了4年，2000年开拍，拍摄至后期制作共6年，投资一千多万元人民币，2006年播映。
该纪录片通过两条线索：清朝历史和三位外国传教士眼中的圆明园，从不同视角交代了这一世界闻名的皇家园林的建成以及毁灭的过程。
片中拍摄制作了描述圆明园毁灭前清军和英法联军的“八里桥之战”，此役中曾经叱咤风云的清军全军覆灭，印证了那句历史名言：“落后就要挨打。”
TVB於2007年11月26日晚11：05播出，一連三個星期，郭晉安主持。